# Томешть (комуна, Тіміш)
Томешть, Томешті (рум. Tomești) — комуна у повіті Тіміш в Румунії. До складу комуни входять такі села (дані про населення за 2002 рік):
- Балошешть (140 осіб)
- Колонія-Фабрічій (745 осіб) — адміністративний центр комуни
- Лунканій-де-Жос (409 осіб)
- Лунканій-де-Сус (38 осіб)
- Роминешть (581 особа)
- Томешть (348 осіб)

Комуна розташована на відстані 331 км на північний захід від Бухареста, 84 км на схід від Тімішоари, 149 км на південний захід від Клуж-Напоки.

## Населення
За даними перепису населення 2002 року у комуні проживала 2261 особа.
Національний склад населення комуни:
| Національність | Кількість осіб | Відсоток |
| -------------- | -------------- | -------- |
| румуни         | 2197           | 97,2%    |
| угорці         | 37             | 1,6%     |
| німці          | 22             | 1,0%     |
| українці       | 1              | < 0,1%   |
| болгари        | 1              | < 0,1%   |
| чехи           | 1              | < 0,1%   |

Рідною мовою назвали:
| Мова       | Кількість осіб | Відсоток |
| ---------- | -------------- | -------- |
| румунська  | 2207           | 97,6%    |
| угорська   | 41             | 1,8%     |
| німецька   | 12             | 0,5%     |
| болгарська | 1              | < 0,1%   |

Склад населення комуни за віросповіданням:
| Релігія        | Кількість осіб | Відсоток |
| -------------- | -------------- | -------- |
| православні    | 2029           | 89,7%    |
| п'ятдесятники  | 111            | 4,9%     |
| римо-католики  | 56             | 2,5%     |
| баптисти       | 28             | 1,2%     |
| реформати      | 18             | 0,8%     |
| адвентисти     | 13             | 0,6%     |
| греко-католики | 5              | 0,2%     |
| лютерани       | 1              | < 0,1%   |

## Зовнішні посилання
- Дані про комуну Томешть на сайті Ghidul Primăriilor [Архівовано 10 квітня 2011 у Wayback Machine.]